# Pillusjträsken (Jokkmokks socken, Lappland, 734273-169595)
Pillusjträsken är en sjö i Jokkmokks kommun i Lappland och ingår i Luleälvens huvudavrinningsområde. Sjön har en area på 0,0464 kvadratkilometer och ligger 394,4 meter över havet.

## Delavrinningsområde
Pillusjträsken ingår i det delavrinningsområde (734152-169638) som SMHI kallar för Mynnar i Kvarnån. Medelhöjden är 377 meter över havet och ytan är 13,13 kvadratkilometer. Det finns inga avrinningsområden uppströms utan avrinningsområdet är högsta punkten. Vattendraget som avvattnar avrinningsområdet har biflödesordning 4, vilket innebär att vattnet flödar genom totalt 4 vattendrag innan det når havet efter 140 kilometer. Avrinningsområdet består mestadels av skog (71 procent) och sankmarker (22 procent). Avrinningsområdet har 0,18 kvadratkilometer vattenytor vilket ger det en sjöprocent på 1,3 procent.